# Третя паралель
Третя паралель — українська спільнота перекладачів всесвітньо-відомих коміксів українською мовою.
Мета Третьої паралелі — популяризація української мови, збільшення україномовного контенту в Інтернеті та надання можливості українському читачеві насолодитися улюбленими коміксами.

## Список перекладених коміксів
- Ходячі Небіжчики / The Walking Dead
- Зоряні Війни: Боба Фетт - Ворог Імперії / Star Wars: Boba Fett — Enemy of the Empire
- Зоряні Війни: Багряна Імперія / Star Wars: Crimson Empire
- Зоряні Війни: Дарт Моул: Смертний Вирок / Star Wars: Darth Maul: Death Sentence
- Зоряні Війни: Лицарі Старої Республіки: Війна / Star Wars: Knights of the Old Republic: War
- Люди Ікс: Початок / X-Men: Origins
- Месники проти Людей Ікс / Avengers vs. X-men
- Месники: Санкція Ікс / Avengers: X-Sanction
- Супермен (2 том) / Superman (Volume 2)
- Супермен: Диво-Жінка / Superman: Wonder Woman
- Футурама / Futurama Comics
- Сонна Лощина / Sleepy Hollow
- Бетмен / Batman
- Бетмен: Темний лицар / Batman: The Dark Knight
- Дивовижна Людина-павук (Кіно-всесвіт) / The Amazing Spider-man
- Тор / Thor
- Макс Пейн 3 / Max Payne 3
- Y: Останній Чоловік / Y: The Last Man
- Вікінги / Vikings
- Відьмак / The Witcher
- Кредо Асасина / Assassin's Creed
- Усі жінки — відьми / Charmed

Та інші комікси.